# Amata cuprizonata
Amata cuprizonata is een vlinder uit de familie spinneruilen (Erebidae), onderfamilie beervlinders (Arctiinae). De wetenschappelijke naam van de soort is voor het eerst geldig gepubliceerd in 1901 door Hampson.
Deze nachtvlinder komt voor in tropisch Afrika.